# Mycobacterium marinum
Espèce
Mycobacterium marinum est une bactérie aquatique de la famille des mycobactéries atypiques. 
Elle provoque des infections opportunistes chez les humains. M. marinum provoque parfois une maladie rare connue sous le nom de granulome des aquariums, qui affecte généralement les personnes en contact avec des poissons. C'est une zoonose transmissible du poisson à l'humain. Elle n'est pas mortelle pour les personnes immunocompétentes et guérit habituellement spontanément.

## Description
C'est un bacille d'environ 4 μm de longueur, d'aspect zébré[réf. nécessaire].

## Répartition et habitat
M. marinum a une répartition géographique mondiale. Elle vit dans l'environnement aquatique (eau douce et eau salée) et les animaux à sang froid (poissons sains ou malades, amphibiens sains ou malades, divers reptiles sains ou malades). 
De rares cas d'infections ont été décrits chez les bovins, chez le porc, chez le hérisson européen et chez le lamantin d'Amazonie. M. marinum est un agent de zoonose, il peut donc infecter l'homme. 

## Historique
M. marinum fut isolée pour la première fois par Joseph D. Aronson en 1926 à partir d'un poisson malade, mais c'est en 1951 qu'elle a été identifiée comme responsable de la maladie humaine par Linell et Norden. De nombreuses infections dues à cette mycobactérie atypique ont été liées à la natation. Les infections liées aux piscines ont maintenant considérablement diminué en raison de l'amélioration de la construction et de l'entretien de ces installations. 
Le premier cas d'infection de M. marinum associée à un vivier de poissons a été signalé en 1962 par Swift et Cohen. La tuberculose du poisson peut être considérée comme un risque professionnel pour certaines professions, comme les travailleurs en animalerie, mais la plupart des infections se produisent chez les aquariophiles amateurs qui gardent un aquarium à la maison. Avec l'accroissement de la prise de conscience de la maladie et l'amélioration des méthodes d'isolement, de plus en plus de cas sont signalés dans le monde.

## Infection

### Tuberculose du poisson

#### Infection
Couramment appelée « tuberculose du poisson », l’infection se produit généralement lorsque les conditions du milieu aquatique se dégradent. Beaucoup de poissons sont porteurs sains de l'affection. Ainsi, un poisson affaibli est susceptible de développer la maladie, mais elle reste très peu fréquente. Cette maladie se transmet notamment lors de la consommation d'un cadavre d'un individu atteint. La tuberculose du poisson a été décrite chez plus de 150 espèces d'eau douce ou d'eau de mer. Les espèces sensibles en aquariophilie sont les cyprinidés, les cichlidés, les characidés, les labyrinthidés et les espèces marines.

#### Symptômes
Les symptômes sont non spécifiques et surtout internes, avec la formation de nodules sur les organes internes. Le diagnostic est difficile à établir, il nécessite des analyses en laboratoires longues et onéreuses. En pratique, elles ne sont faites que chez l'homme suspecté d'être contaminé. 
Mais certains symptômes externes peuvent orienter le diagnostic. On constate un amaigrissement, une apathie et des petites plaies cutanées (ulcérations) sur la peau du poisson. On constate également un ternissement des couleurs, une perte d’appétit et des troubles d'équilibre. Des ulcères de la peau prolifiques, un hérissement des nageoires, une déformation de la colonne vertébrale et une exophtalmie uni ou bilatérale sont parfois observés. De plus, elle est généralement accompagnée d'autres infections, comme la pourriture des nageoires. La morbidité et la mortalité sont assez faibles en général.

#### Traitement
La tuberculose du poisson est une infection mortelle pour le poisson atteint. M. marinum est extrêmement résistante aux traitements basiques. L'aquariophile n'a donc pas accès aux traitements performants, seul un vétérinaire spécialiste peut tenter des soins, à base de sulfamides et d'antibiotique. Mais en pratique, le traitement antibiotique est prohibé compte tenu du risque zootonique, car il peut engendrer une sélection de souches résistantes. Il est recommandé d'isoler immédiatement les cadavres et les sujets atteints, et d'opérer un nettoyage de l'aquarium.

### Granulome des aquariums
Mise en garde médicale

### Épidémiologie
En 1992, M. marinum est responsable de 50 % des mycobactérioses cutanées. 

#### Infection
Couramment appelée « granulome des aquariums » ou « granulome des piscines », l'infection survient par contact avec une lésion cutanée, même petite, lors d'une immersion dans de l'eau contaminée : aquariums, piscines ou, plus rarement, eau de rivières, de lacs, de carrières, de mines…  L'incubation est d'environ deux à trois semaines. La bactérie sévissait sous forme épidémique dans les piscines publiques, mais elle a été éradiquée des piscines grâce à la chloration de l'eau. Toutefois, on trouve souvent cette bactérie dans les aquariums, les aquariophiles sont donc particulièrement exposés. Mais son incidence est extrêmement faible, elle reste anecdotique et ne comporte pas de danger vital pour la santé. Aucun cas de contamination inter-humaine n'a été décrit.
Bien que l'infection puisse être causée par une blessure directe causée par des piqûres (épine) ou des morsures de poissons, elle se produit le plus souvent pendant l'entretien des aquariums. Des infections indirectes ont également été décrites avec des ustensiles de bain d'enfants qui avait été utilisés pour nettoyer un aquarium.

#### Symptômes
Cette infection cutanée provoque des chapelets de nodules sur les extrémités (les mains, les avant-bras, les épaules, les genoux, les jambes, les pieds et les orteils de l'individu contaminé. Ces lésions papulo-nodulaires sont impossibles à cicatriser et résistantes aux traitements classiques. Elles sont indolores, asymptomatiques et ne s'accompagnent pas d'adénopathie locale, mais font souvent sourdre un liquide purulent et visqueux. Elles sont polymorphes (papule, nodule, ulcère) et atteignent un à trois centimètres de diamètre, généralement de forme lupoïde et de couleur rouge violacé. Elles peuvent s'ulcérer, suppurer ou devenir kératosiques. Les nodules ont une disposition sporotrichoïde, elle se développent le long du drainage lymphatique, comme une mycose profonde. En effet, l'infection est bloquée par les ganglions lymphatiques et par la température corporelle humaine, (M. marinum cultive mal au-dessus de 30 °C) elle reste donc très localisée. Mais l'influence de la température reste relative car des formes généralisées ont été décrites chez des individus immunodéprimés. L'infection ne provoque ni fièvre, ni adénite.
Les atteintes extracutanées surviennent dans un tiers des cas, avec des complications ostéo-articulaires, notamment dans les atteintes du dos des doigts et des mains. Des adénites cervicales localisées sont parfois observées. 
L'état général du malade reste bon, l'évolution est chronique et se fait dans la plupart des cas vers la guérison en quelques semaines ou quelques mois en l'absence de traitement. Les nodules laissent des cicatrices plus ou moins importantes . Bien que non mortelle, cette infection peut être suivie d'ulcérations et atteindre les tendons, les gaines synoviales et les articulations, pouvant conduire à une amputation. Depuis les années 1980, des publications rapportent des formes cliniques graves comme ostéomyélites, ténosynovites, synovites ou arthrites,.

### Diagnostic
Le diagnostic est souvent retardé, probablement en raison de la rareté de l'infection et l'oubli de l'exposition aquatique.
Un indice élevé de suspicion et un historique détaillé sont importants pour établir le diagnostic d'une infection à M. marinum. Un trop long retard dans le diagnostic peut entraîner de graves dommages. Sur l'isolement primaire M. marinum pousse sur pente LJ à 30-33 °C en 7 à 21 jours. Contrairement à M. tuberculosis, la plupart des souches de M. marinum ne cultivent pas à la température d'incubation habituelle de 37 °C. Les colonies sont de couleur crème et jaune quand elles sont exposées à la lumière (photochromogènique). M. marinum, une fois cultivée, est facilement identifiée par les méthodes classiques de caractérisation de mycobactéries. Elle croît assez rapidement (1 à 2 semaines) et est facilement reconnaissable en raison de sa photochromogenicité. 
L'interrogatoire doit mettre en évidence la possession d'un aquarium, la fréquentation de piscines ou de plans d'eau par le patient. Le diagnostic est difficile à établir et peut prendre plusieurs mois, car il ne peut se faire qu'en recherchant spécifiquement M. marinum. La recherche de M. marinum se fait habituellement par prélèvement cutané, mais aussi par prélèvement ganglionnaire et synovial. La recherche de BAAR n'est pas fiable, seule la mise en culture permet de déterminer la présence de M. marinum. Le bacille se cultive mal à 37 °C, il est indispensable de cultiver l'échantillon à 30 °C. Les mycobactéries se développant lentement dans un milieu solide, une méthode de détection dans un milieu liquide est privilégiée. 
Parfois, les cultures sont négatives, mais le diagnostic est toujours fait sur la base de signes physiques soutenus par des symptômes histologiques typiques, comme M. marinum est une infection de la peau très commune à la mycobactérie atypique. Diverses techniques basées sur l'ADN ont été utilisées pour classer les mycobactéries,. Toutes ces études ont démontré une affiliation taxinomique élevée entre M. ulcerans et M. marinum. Certains isolats de M. marinum hébergent la séquence d'insertion, IS2404, cependant, aucune des souches de M. marinum ne contient IS2606. Les isolats de M. ulcerans sont positifs pour les deux séquences d'insertion. On pensait auparavant que les IS2404 et IS2606 étaient spécifiques à M. ulcerans, mais des avancées récentes ont prouvé ce que c'est vrai seulement pour IS2606.
Le diagnostic différentiel inclut les infections fongiques et parasitaires, la cellulite, la tuberculose cutanée, la polyarthrite rhumatoïde, la réaction à un corps étranger et les tumeurs de la peau. 

#### Traitement et prévention
Toute apparition de lésions sur les mains ou les avant-bras, après une manipulation dans un aquarium doit immédiatement être signalée au médecin traitant qui prescrira un traitement antibiotique spécifiquement ciblé. En effet, plus le diagnostic se fait tard, plus le traitement sera long. Il n'y a pas de traitement standard pour cette infection, et la possibilité d'une guérison spontanée complique l'évaluation de l'efficacité. M. marinum est naturellement multirésistant aux antibiotiques in vitro. Cependant, aucune résistance acquise sous traitement n'a été décrite. Les antibiotiques privilégiés sont l'association d'éthambutol et de rifampicine, le cotrimoxazole, les cyclines ou les tétracyclines. L'isoniazide, les bêtalactamines, la ciprofloxacine, le PAS et la streptomycine sont souvent inefficaces. La durée du traitement antibiotique est variable, généralement il dure environ 5 mois, mais peut atteindre le double ou le triple dans certains cas. L’exérèse chirurgicale peut être pratiquée pour une lésion unique, mais son efficacité est discutée. La guérison clinique est avérée dans la majorité des cas.
Il n'existe pas de vaccin capable de prévenir les infections à M. marinum et la prévention repose sur des mesures sanitaires. La Fédération française d'aquariophilie recommande aux professionnels, comme aux amateurs, des mesures simples pour lutter contre ces infections. Le respect des règles d'hygiène (se laver les mains après avoir manipulé le matériel ou l'animal, le port de gants en latex), l'entretien régulier de l'aquarium, la désinfection des accessoires et la bonne connaissance des mœurs des hôtes de l'aquarium sont les mesures de prévention usuellement recommandées. Mais surtout, il ne faut pas mettre en contact des plaies avec des éléments de l'aquarium.